# Sistema de referencia espacial

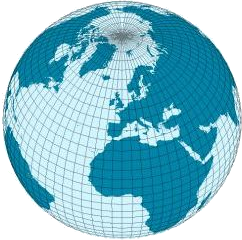
Sistema de referencia espacial, con la cuadrícula de latitud y longitud reperesntada sobre la superficie de la Tierra

Un sistema de referencia espacial (SRE) o sistema de referencia de coordenadas (SRC) es un marco utilizado para medir con precisión ubicaciones en la superficie de la Tierra como coordenadas. Es, por lo tanto, la aplicación de las matemáticas abstractas a los sistemas de coordenadas y a la geometría analítica al espacio geográfico. Una especificación SRE particular (por ejemplo, el "Sistema de coordenadas universal transversal de Mercator World Geodetic System Zona 16N") comprende una elección de elipsoide terretre, datum horizontal, proyección cartográfica (excepto en coordenadas geográficas), punto de origen y unidad de medida. Se han especificado miles de sistemas de coordenadas para su uso en todo el mundo o en regiones específicas y para diversos fines, lo que hace necesario realizar transformaciones entre diferentes sistemas de referencia espacial.
Aunque datan del período helénico, los sistemas de referencia espacial son ahora una base crucial para las ciencias y las tecnologías de la geoinformática, incluyendo la cartografía, los sistemas de información geográfica, la topografía, la teledetección y la ingeniería civil. Esto ha llevado a su estandarización en especificaciones internacionales como el código EPSGs o la norma ISO 19111:2019 Información geográfica—Referencia espacial por coordenadas, preparada por la ISO/TC 211, y también publicada por Open Geospatial Consortium como "Abstract Specification, Topic 2: Spatial referencing by coordinate" (Especificación resumida, Tema 2: Referencia espacial por coordenadas).

## Tipos de sistemas

Coordenadas fijas y centradas en la Tierra en relación con la latitud y la longitud

Disposición de un sistema de coordenadas UTM

Los miles de sistemas de referencia espacial que se utilizan hoy en día se basan en unas pocas estrategias generales, que se han definido en las normas EPSG, ISO y OGC:
Coordenadas geográficas (o geodésicas)
Un sistema de coordenadas esféricas que mide ubicaciones directamente sobre la Tierra (modelada como una esfera o un elipsoide) utilizando latitud (grados al norte o al sur del ecuador terrestre) y longitud (grados al oeste o al este desde un meridiano cero).
Coordenadas geocéntricas (o centradas en la Tierra y fijas en la Tierra)
Un sistema de coordenadas cartesianas tridimensional que modela la Tierra como un objeto tridimensional, midiendo ubicaciones desde un punto central, generalmente el centro de masas de la Tierra, en los ejes x, y y z alineados con el ecuador terrestre y el meridiano cero. Este sistema se usa comúnmente para rastrear las órbitas de los satélites artificiales, porque se basan en el centro de masa. Por lo tanto, es el sistema de coordenadas que usan internamente los sistemas globales de navegación por satélite, como el GPS, para calcular ubicaciones usando multilateración.
Malla de referencia (o plano, cuadrícula) 
Un sistema de coordenadas cartesianas estandarizado que modela la Tierra (o más comúnmente, una gran región de la misma) como un plano, midiendo ubicaciones desde un punto de origen arbitrario en los ejes x e y más o menos alineados con las direcciones cardinales. Cada uno de estos sistemas se basa en una proyección cartográfica particular para crear una superficie plana a partir de la superficie curva de la Tierra. Estos sistemas generalmente se definen y se usan estratégicamente para minimizar las distorsiones inherentes a las proyecciones. Algunos ejemplos comunes son el sistema de coordenadas universal transversal de Mercator (UTM) y los sistemas nacionales como el British National Grid y el State Plane Coordinate System (SPCS).
Sistema de coordenadas de ingeniería (o local, particularizado)
Un sistema de coordenadas cartesianas (2-D o 3-D) creado a medida para un área pequeña, a menudo un único proyecto de ingeniería, sobre el cual la curvatura de la Tierra se puede aproximar sin problemas como plana sin distorsiones significativas. Las ubicaciones se miden normalmente directamente desde un punto de origen arbitrario utilizando técnicas de topografía. Estas coordenadas pueden o no estar alineadas con un sistema de coordenadas proyectadas estándar. Las coordenadas del plano tangente local son un tipo de sistema de coordenadas local utilizado en vehículos de aviación y marinos.
Estos estándares reconocen que también existen sistemas de referencia estándar para medir elevaciones utilizando un datum vertical y una referencia referencia cronométrica (como se describe en la norma ISO 8601), que se pueden combinar con un sistema de referencia espacial para formar un sistema de coordenadas compuesto para representar ubicaciones tridimensionales y/o espaciotemporales. También existen sistemas internos para medir la ubicación dentro del contexto de un objeto, como las filas y columnas de píxeles en una imagen ráster, las mediciones en elementos lineales (como por ejemplo, los hitos de las carreteras) y los sistemas para especificar la ubicación dentro de objetos en movimiento como los barcos. Los dos últimos casos suelen clasificarse como subcategorías de los sistemas de coordenadas utilizados en ingeniería.

## Componentes
El objetivo de cualquier sistema de referencia espacial es crear un marco de referencia común en el que las ubicaciones se puedan medir de forma precisa y consistente como coordenadas, que luego se puedan compartir de forma inequívoca, de modo que cualquier destinatario pueda identificar la misma ubicación que designada en origen. Para lograrlo, cualquier definición de sistema de referencia de coordenadas debe estar compuesta por varias especificaciones:
- Un sistema de coordenadas, un marco abstracto para medir ubicaciones. Como cualquier sistema de coordenadas matemático, su definición consta de un espacio medible (ya sea un plano, un espacio tridimensional o la superficie de un objeto como la Tierra), un punto de origen, un conjunto de vectores que determinan los ejes que emanan del origen y una unidad de medida.
- Un datum horizontal que vincula el sistema de coordenadas abstracto al espacio real de la Tierra. Este dato puede definirse como un marco de referencia preciso para medir coordenadas geográficas (latitud y longitud). Algunos ejemplos son el Sistema Geodésico Mundial y el North American Datum (de 1927 y de 1983). Un datum generalmente consiste en una estimación de la forma de la Tierra (normalmente un elipsoide) y uno o más "puntos de anclaje" o "puntos de control", ubicaciones establecidas (a menudo marcadas por hitos de referencia físicos) para las que se documenta la medición.
- La definición de un sistema de referencia de coordenadas proyectado también debe incluir una opción de proyección cartográfica para convertir las coordenadas esféricas especificadas por el datum en coordenadas cartesianas sobre una superficie plana.

Por lo tanto, una definición de sistema de referencia de coordenadas normalmente constará de una "pila" de especificaciones de las que depende, como se ejemplifica en la siguiente tabla:
| Código EPSG | Nombre                                 | Elipsoide   | Datum horizontal    | Tipo de SC            | Proyección                                                                            | Origen                                          | Ejes                                                   | Unidad de medida                 |
| ----------- | -------------------------------------- | ----------- | ------------------- | --------------------- | ------------------------------------------------------------------------------------- | ----------------------------------------------- | ------------------------------------------------------ | -------------------------------- |
| 4326        | GCS WGS 84                             | GRS 80      | WGS 84              | Elipsoidal (lat, lon) | N/A                                                                                   | Ecuador/meridiano principal                     | Ecuador, meridiano principal                           | Grado de arco                    |
| 26717       | UTM Zona 17N NAD 27                    | Clarke 1866 | NAD 27              | Cartesiano (x,y)      | Transversal Mercator: meridiano central 81°O, escala 0,9996                           | 500 km al oeste (81°O, 0°N)                     | Ecuador, meridiano 81°O                                | Metro                            |
| 6576        | SPCS Tennessee Zona NAD 83 (2011) ftUS | GRS 80      | NAD 83 (época 2011) | Cartesiano (x,y)      | Cónica conforme de Lambert: centro 86°O, 34°20'N, paralelos estándar 35°15'N, 36°25'N | Cuadrícula de 600 km al oeste del punto central | Cuadrícula al este en el punto central, meridiano 86°O | Pie de reconocimiento de EE. UU. |

## Ejemplos por continente
Ejemplos de sistemas de referencia en todo el mundo son:

### Asia
- Código de cuadrícula de navegación global, China
- Israeli Cassini Soldner, Israel
- Israeli Transverse Mercator, Israel
- Jordan Transverse Mercator, Jordania

### Europa
- British national grid reference system, Gran Bretaña
- Lambert-93 (fr), la proyección oficial en la Francia metropolitana
- Sistema de referencia geodésico helénico 1987, Grecia
- Sistema de referencia de cuadrícula irlandés, Irlanda
- Sistema de referencia transversal de Mercator irlandés, Irlanda
- SWEREF 99 (sv), Suecia

### América del Norte
- United States National Grid, EE. UU.

### Mundiales
- Sistema de coordenadas universal transversal de Mercator
- Proyección conforme de Lambert
- Sistema internacional de códigos de mapas
- MGRS

## Identificadores
Un Identificador del sistema de referencia espacial (SRID) es un valor único que se utiliza para identificar de forma inequívoca las definiciones de sistemas de coordenadas espaciales proyectadas, no proyectadas y locales. Estos sistemas de coordenadas forman el núcleo de todas las aplicaciones de los sistemas de información geográfica.
Prácticamente todos los principales proveedores espaciales han creado su propia implementación de SRID o hacen referencia a las de una autoridad, como el EPSG Geodetic Parameter Dataset.
Los SRID son la clave principal de la tabla de metadatos sistema_de_referencia_espacial del Open Geospatial Consortium (OGC) para las características simples para la especificación SQL, versiones 1.1 y 1.2, que se define de la siguiente manera:
```
CREATE
 
TABLE
 
SPATIAL_REF_SYS

(

    
SRID
      
INTEGER
   
NOT
 
NULL
 
PRIMARY
 
KEY
,

    
AUTH_NAME
 
CHARACTER
 
VARYING
(
256
),

    
AUTH_SRID
 
INTEGER
,

    
SRTEXT
    
CHARACTER
 
VARYING
(
2048
)

)

```

En bases de datos habilitadas espacialmente (como DB2, Informix, Ingres, Microsoft SQL Server, MonetDB, MySQL, Oracle Database, Teradata, PostGIS, Adaptive Server Anywhere y Vertica), los SRID se utilizan para identificar de forma única los sistemas de coordenadas utilizados para definir columnas de datos espaciales u objetos espaciales individuales en una columna espacial (según su codificación espacial). Los SRID suelen estar asociados con una definición de cadena texto conocido (WKT) del sistema de coordenadas (SRTEXT, según se indica arriba).
A continuación se muestran dos sistemas de coordenadas comunes con su valor SRID EPSG seguido de su WKT:
UTM, Zona 17N, NAD27 — SRID 2029:
```
PROJCS
[
"NAD27(76) / UTM zone 17N"
,

    
GEOGCS
[
"NAD27(76)"
,

        
DATUM
[
"North_American_Datum_1927_1976"
,

            
SPHEROID
[
"Clarke 1866"
,
6378206.4
,
294.9786982138982
,

                
AUTHORITY
[
"EPSG"
,
"7008"
]],

            
AUTHORITY
[
"EPSG"
,
"6608"
]],

        
PRIMEM
[
"Greenwich"
,
0
,

            
AUTHORITY
[
"EPSG"
,
"8901"
]],

        
UNIT
[
"degree"
,
0.01745329251994328
,

            
AUTHORITY
[
"EPSG"
,
"9122"
]],

        
AUTHORITY
[
"EPSG"
,
"4608"
]],

    
UNIT
[
"metre"
,
1
,

        
AUTHORITY
[
"EPSG"
,
"9001"
]],

    
PROJECTION
[
"Transverse_Mercator"
],

    
PARAMETER
[
"latitude_of_origin"
,
0
],

    
PARAMETER
[
"central_meridian"
,
-
81
],

    
PARAMETER
[
"scale_factor"
,
0.9996
],

    
PARAMETER
[
"false_easting"
,
500000
],

    
PARAMETER
[
"false_northing"
,
0
],

    
AUTHORITY
[
"EPSG"
,
"2029"
],

    
AXIS
[
"Easting"
,
EAST
],

    
AXIS
[
"Northing"
,
NORTH
]]

```

World Geodetic System — SRID 4326
```
GEOGCS
[
"WGS 84"
,

    
DATUM
[
"WGS_1984"
,

        
SPHEROID
[
"WGS 84"
,
6378137
,
298.257223563
,

            
AUTHORITY
[
"EPSG"
,
"7030"
]],

        
AUTHORITY
[
"EPSG"
,
"6326"
]],

    
PRIMEM
[
"Greenwich"
,
0
,

        
AUTHORITY
[
"EPSG"
,
"8901"
]],

    
UNIT
[
"degree"
,
0.01745329251994328
,

        
AUTHORITY
[
"EPSG"
,
"9122"
]],

    
AUTHORITY
[
"EPSG"
,
"4326"
]]

```

Los valores SRID asociados con datos espaciales se pueden utilizar para restringir operaciones espaciales. Por ejemplo, no se pueden realizar operaciones espaciales entre objetos espaciales con SRID diferentes en algunos sistemas, o desencadenar transformaciones del sistema de coordenadas entre objetos espaciales en otros.